# Brooklyn Yiddish
Pour plus de détails, voir Fiche technique et Distribution.
Brooklyn Yiddish (Menashe) est un film américain réalisé par Joshua Z. Weinstein et sorti en 2017.
Il est sélectionné au Festival du cinéma américain de Deauville 2017 où il remporte le Prix du jury, ex æquo avec A Ghost Story.

## Synopsis
New York, à Borough Park, dans le quartier juif ultra-orthodoxe de Brooklyn, Menashé, un modeste employé d'une épicerie, tente de joindre les deux bouts, tout en se battant pour la garde de son jeune fils Ruben après avoir perdu sa femme. Or, la tradition hassidique interdit aux hommes d'élever seul leur enfant. Le Grand Rabbin lui accorde alors de passer une semaine avec son fils, occasion unique pour Menashé de prouver qu'il peut être père dans le respect des règles de sa communauté dont il peine pourtant à suivre le rigorisme.

## Fiche technique
Sauf indication contraire, les informations mentionnées dans cette section peuvent être confirmées par la base de données cinématographiques IMDb,  présente dans la section « Liens externes ».
- Titre original : Menashe
- Titre français : Brooklyn Yiddish
- Réalisation : Joshua Z. Weinstein
- Scénario : Alex Lipschultz, Musa Syeed et Joshua Z. Weinstein
- Direction artistique :
- Décors :
- Costumes :
- Photographie :
- Montage :
- Musique :
- Production :
- Sociétés de production :
- Sociétés de distribution : A24 Films (États-Unis),
- Budget :
- Pays d'origine :  États-Unis
- Langue originale : yiddish
- Format : couleur
- Genres : Drame
- Durée : 81 minutes
- Dates de sortie :
  - États-Unis : 28 juillet 2017
  - France : 25 octobre 2017

## Distribution
- Menashe Lustig : Menashé
- Ruben Niborski : Ruben
- Yoel Weisshaus : Eizik
- Meyer Schwartz : le rabbin